# Ivanje (gmina Nikšić)
Ivanje (cyr. Ивање) – wieś w Czarnogórze, w gminie Nikšić. W 2011 roku liczyła 6 mieszkańców.